# Магнус Харальдссон Норвежский
Магнус Харальдссон Норвежский (1135 — 1145) — король Норвегии с 1142 года до своей смерти. Правил совместно с тремя братьями: Сигурдом II, Инги I и Эйстейном II. Сын короля Харальда IV Гилли от неизвестной наложницы.
Магнус родился где-то после 1130 года, когда его отец прибыл в Норвегию. Он был воспитан Кирпингом-Ормом в Суннхордленде. В отличие от братьев Сигурда и Инги он не был возведён на трон сразу после смерти их отца. Впервые он появляется в сагах в 1142 году, когда старший сын Харальда, Эйстейн, приехал из Шотландии и стал королём вместе с Магнусом. В стихотворении скальда Эйнара Скулесона все четверо одновременно были королями. В отличие от его трёх братьев, которые были известными воинами, Магнус «заключал мир между людьми». Согласно сагам, у Магнуса были больные ноги и он умер в молодом возрасте. Его включают не во все списки норвежских королей.